# 马晓伟 (演员)
马晓伟（1957年12月3日—），男，原籍山东滕县，生于江苏南京，中华人民共和国演员，经常在大陆历史电视剧中被安排饰演蒋介石。

## 生平
马晓伟父亲曾是南京市副市长。1974年，马晓伟自南京市第六中学毕业，此后在南京液压件厂当工人。1976年，进入南京艺术学院话剧系学习表演。1978年，大学三年级时，马晓伟选入上海电影制片厂《海之恋》剧组:9。1979年毕业。毕业分配，进入江苏省话剧团:9。1979年后，马晓伟先后在《青春万岁》、《雷雨》等电影中饰演角色。因外表俊朗、演技出众而受到欢迎，主演了《海之恋》《喜盈门》《开枪为他送行》《快乐的单身汉》《代号213》等优秀电影，也成为当时与唐国强齐名的“奶油小生:9”（值得一提的是，后来二人又经常在历史剧中扮演蒋介石和毛泽东）。
1988年，马晓伟与妻子赴香港定居，未选择继续演员工作，而是经营房地产业。在泰国和广东珠海销售房屋。在香港定居五年后的1993年8月，马晓伟应电影《刘海粟》导演邀请，出演影片。其后，马晓伟回到上海，在宋崇导演的电影《股市婚恋》中，与同样阔别影坛多年的龚雪再度合作。二人此前在《快乐的单身汉》中曾经合作过，共同主持文艺演出、联欢晚会等:9。1997年6月，马晓伟在好莱坞获得美国加利福尼亚州州务卿江月桂颁发的奖状。21世纪初，成为八一电影制片厂演员，2003年开始饰演蒋介石。2009年，获第12届中国电影表演学会金凤凰奖。

## 作品
马晓伟出演的主要影视作品有：

### 电影
- 1980年《燕归来》饰 谢峰
- 1980年《海之恋》饰 南下
- 1981年《喜盈门》饰 仁武
- 1982年《烦恼的喜事》饰 何伟
- 1982年《开枪，为他送行》饰 梅宇宽
- 1983年《青春万岁》饰 苏君
- 1983年《快乐的单身汉》饰 刘铁
- 1984年《雷雨》饰 周萍
- 1984年《代号213》饰 肖剑峰
- 1985年《一个女演员的梦》饰 沙晓舟
- 1993年《股市婚恋》饰 陈阿奈
- 1993年《叛逆大师刘海粟的故事》 饰 刘海粟
- 2000年《长征》饰 博古
- 2007年《舟舟》饰 周父
- 2007年《缘来是爱》饰 张校长
- 2008年《冰雪同行》饰 覃叔
- 2011年《飞天》饰 大总师
- 2012年《毛遂传奇》饰 吕不韦
- 2012年《血染北沙河》饰 张宣武
- 2012年《忠诚与背叛》饰 蒋介石
- 2012年《扎西1935》饰 蒋介石
- 2013年《雷锋的微笑》
- 2015年《百團大戰》飾 蔣介石（客串）
- 2016年《遵义会议》
- 2017年《血战湘江》（客串）
- 2019年《決勝時刻》饰 蒋介石
- 2023年《开国将帅授衔1955》饰 蒋介石

### 电视剧
- 1986年《伴飞》饰 裘剑飞
- 1986年《在水一方》饰 卢有文
- 1989年《开国大典》饰 博居士
- 1993年《刑警风云》（又称《澳门重案组》）饰 杜文迪
- 1993年《刑警档案》饰 韩剑
- 1998年《戏说珍珠塔》饰 碧云轩
- 1997年《周恩来在上海》饰 瞿秋白
- 1999年《倾城之恋》饰 席杰
- 2000年《纸风筝》饰 肖雨
- 2000年《张闻天与刘英》饰 张闻天
- 2001年《西部的天空》饰 陈昊
- 2001年《故事2000》饰 罗伟
- 2001年《故事2001》饰 罗伟
- 2001年《大唐情史》饰 房遗直
- 2002年《欲望的代价》饰 刘思雨
- 2002年《上海沧桑》饰 唐大浦
- 2002年《爸爸叫红旗》饰 吕少雄
- 2003年《延安颂》饰 蒋介石
- 2004年《中国刑警之九月风暴》饰 刘羽泉
- 2004年《夫妻住对门》饰 郑智成
- 2004年《国母宋庆龄》饰毛泽东、蒋介石
- 2004年《神舟》饰 仲令风
- 2004年《白鹭谣》饰 钟正义
- 2005年《冼星海》饰 冼星海
- 2004年《军中红舞鞋》
- 2005年《张伯苓》饰 张彭春
- 2006年《中华魂》饰 皇甫栖楠
- 2006年《日月凌空》饰 李治
- 2008年《周恩来在重庆》饰 蒋介石
- 2009年《解放》饰 蒋介石
- 2009年《正义使命》饰 陆平
- 2009年《红七军》饰 张云逸
- 2010年《大风歌》饰 张良
- 2010年《黄炎培》饰 蒋介石
- 2010年《解放大西南》饰 蒋介石
- 2010年《五星红旗迎风飘扬》饰 蒋介石
- 2011年《东方》饰 蒋介石
- 2011年《密战太阳山》饰 钱国义
- 2011年《小站风云》饰 高不吝
- 2011年《辛亥革命》饰 章太炎
- 2011年《楚汉争雄》饰 张良
- 2011年《旗袍旗袍》饰 蒋介石
- 2012年《五星红旗迎风飘扬2》饰 蒋介石
- 2012年《雾都》饰 陈瑜
- 2012年《寻路》饰 蒋介石
- 2012年《毛泽东》饰 蒋介石
- 2012年《红军东征》
- 2013年《西厢记》饰 惠能和尚
- 2014年《长沙保卫战》飾 蔣介石
- 2015年《太行山上》飾 蔣介石
- 2016年《天涯浴血》飾 蔣介石
- 2016年《东方战场》飾 蔣介石
- 2016年《彭德懷元帥》飾 蔣介石
- 2016年《海棠依旧》飾 蔣介石
- 2016年《红星照耀中国》飾 蔣介石 (客串)
- 2016年《淬火成钢》飾 蔣介石
- 2017年《女儿红》飾 周万泉
- 2018年《换了人间》飾 蔣介石
- 2018年《诚忠堂》飾 潘为严
- 2019年《因法之名》飾 许志逸
- 2019年《永远的战友》飾 蔣介石
- 2019年《特赦1959》飾 蔣介石 (客串)
- 2019年《伟大的转折》飾 蔣介石
- 2019年《外交风云》飾 蔣介石
- 2020年《二毛驴传奇》(2015年拍攝)飾 蔣介石(客串)
- 2020年《跨过鸭绿江》飾 蔣介石 (客串)
- 2021年《武当一剑》(2017年拍攝)飾 无相
- 2022年《一代洪商》（2018年拍攝）飾 罗积善
- 2022年《破晓东方》飾 蔣介石
- 2024年《我们的队伍向太阳》（2019年拍攝）飾 蔣介石
- 2024年《西北岁月》飾 蔣介石
- 2024年《天下同心》飾 蔣介石
- 待播《重庆谈判》飾 蔣介石

## 家庭
- 有作者提及马晓伟是“南京前任市长的儿子”[3]:9。从姓氏、祖籍、年龄推测，或是山东滕县的马昭宏，曾任南京市副市长、南京市人大常委会主任。

## 外部鏈接
- 马晓伟在豆瓣上的资料（简体中文）
- 马晓伟在互联网电影资料库（IMDb）上的資料（英文）
- 马晓伟在1905电影网上的简介（简体中文）